# Kaliniński Okręg Wojskowy

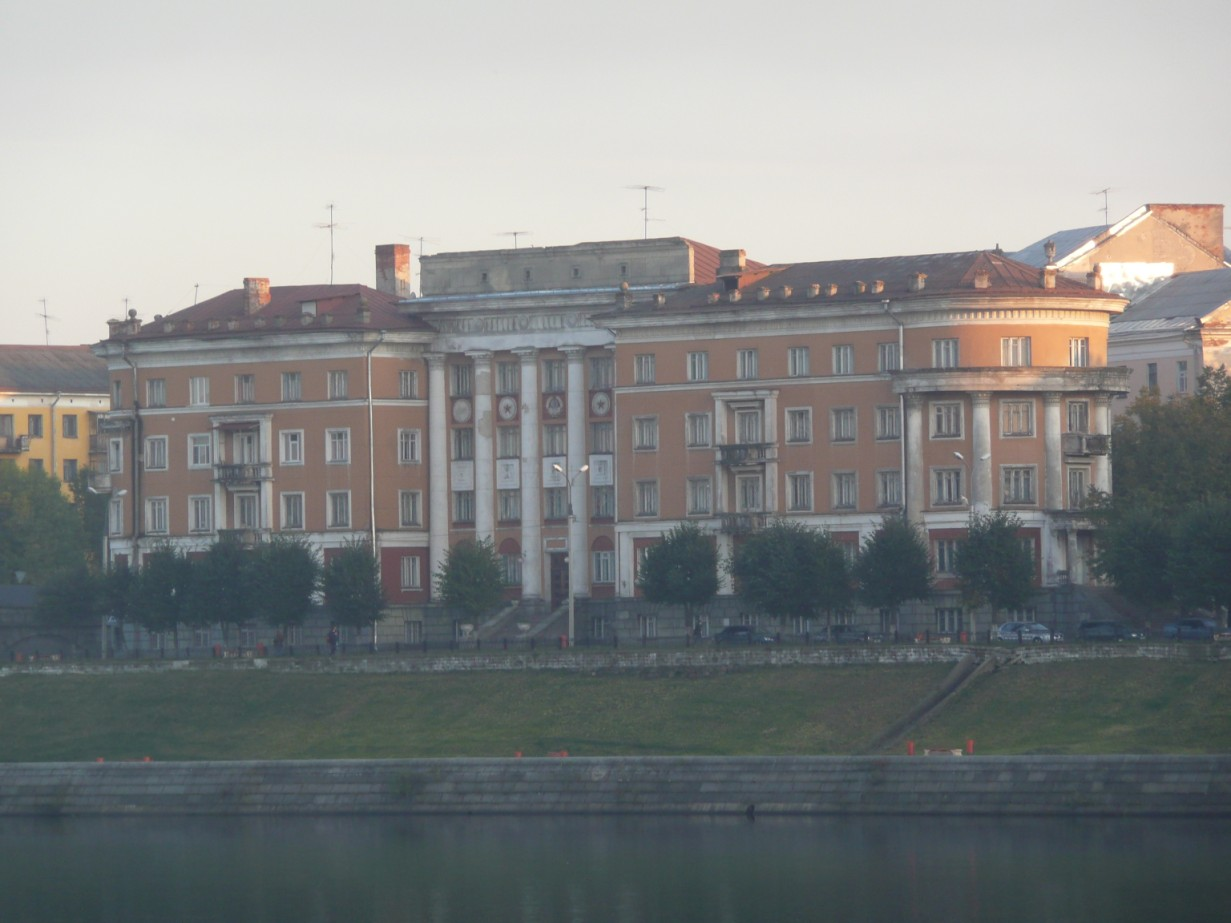
Siedziba dowództwa okręgu

Kaliniński Okręg Wojskowy (ros. Калининский военный округ) – radziecki okręg wojskowy.

## Historia
Okręg został zorganizowany 28 lipca 1938 roku, na terytorium obwodów kalińskiego i jarosławskiego. Do głównych zadań okręgu należało formowanie nowych jednostek wojskowych. Siedzibą dowództwa okręgu był Kalinin.
W czasie wojny radziecko-fińskiej w 1940 roku okręg ten stanowił zaplecze walczących wojsk i na jego terytorium formowano nowe jednostki oraz jednostki uzupełnienia dla walczących wojsk.
W dniu 10 lipca 1940 roku okręg został rozwiązany, a jego terytorium włączono w skład Nadbałtyckiego Okręgu Wojskowego utworzonego na terytorium zajętych przez ZSRR republik nadbałtyckich.

## Dowódcy
- komdiw/komkor. Iwan Bołdin (1938 – 1939)
- komarm II rangi/gen. lejtn. Wsiewołod Jakowlew (1939 – 1940)